# باتريك جوردان
باتريك جوردان (بالإنجليزية: Patrick Jordan) هو ممثل بريطاني، (20 أكتوبر 1923 - 10 فبراير 2020) ولد في المملكة المتحدة.

## وصلات خارجية
- باتريك جوردان على موقع IMDb (الإنجليزية)
- باتريك جوردان على موقع قاعدة بيانات الفيلم (الإنجليزية)